# Cypriotisch voetbalkampioenschap 2009/10
In 2009/10 werd het 72e Cypriotische voetbalkampioenschap gespeeld. AC Omonia won de competitie voor 20e keer.

## Stadions
| Club                  | Locatie   | Stadion                     | Capaciteit |
| --------------------- | --------- | --------------------------- | ---------- |
| AEL Limassol          | Limassol  | Tsirion Stadium             | 13.331     |
| AEP Paphos            | Paphos    | Pafiako Stadium             | 10.000     |
| Anorthosis            | Larnaca   | Antonis Papadopoulosstadion | 10.003     |
| APEP Pitsilia         | Limassol  | Tsirion Stadium             | 13.331     |
| APOEL                 | Nicosia   | GSP Stadium                 | 22.859     |
| Apollon Limassol      | Limassol  | Tsirion Stadium             | 13.331     |
| APOP Kinyras Peyias   | Peyia     | Peyia Municipal Stadium     | 3.828      |
| Aris Limassol         | Limassol  | Tsirion Stadium             | 13.331     |
| Doxa Katokopia        | Nicosia   | Makariostadion              | 16.000     |
| Enosis Neon Paralimni | Paralimni | Tasos Markou Stadium        | 5.800      |
| Ermis Aradippou       | Achna     | Dasaki Stadium              | 7.000      |
| Ethnikos Achna        | Achna     | Dasaki Stadium              | 7.000      |
| Nea Salamis Famagusta | Larnaca   | Ammochostosstadion          | 5.500      |
| Omonia                | Nicosia   | GSP Stadium                 | 22.859     |

## Sponsors en personeel
| Club                  | Trainer                   | Aanvoerder          | T-shirts | T-shirts sponsor                |
| --------------------- | ------------------------- | ------------------- | -------- | ------------------------------- |
| AEL Limassol          | Dušan Uhrin jr.           | Dušan Kerkez        | Mass     | Sinergatiko Tamieftirio Lemesou |
| AEP Paphos            | Demetris Ioannou          | Giorgos Georgiou    | Puma     | Sinergatiko Tamieftirio Paphou  |
| Anorthosis            | Nikos Nicolaou            | Nikos Katsavakis    | Puma     | Betfair                         |
| APEP Pitsilia         | Stephen Constantine       | Giorgos Constanti   | Legea    | KKCG                            |
| APOEL                 | Ivan Jovanović            | Marinos Satsias     | Puma     | MTN                             |
| Apollon Limassol      | Slobodan Krčmarević       | Gastón Sangoy       | Lotto    | Columbia                        |
| APOP Kinyras Peyias   | Giorgos Polyviou          | Theodoros Galanis   | Puma     | PrimeTel                        |
| Aris Limassol         | Tasos Kyriakou            | Giorgos Vasiliou    | Kappa    | John Theodorou Developers Ltd   |
| Doxa Katokopia        | Charalambos Christodoulou | Kyriacos Polykarpou | Puma     | Cytanet                         |
| Enosis Neon Paralimni | Čedomir Janevski          | Demos Goumenos      | Lotto    | Entegro Cyprus Ltd              |
| Ermis Aradippou       | Dusan Mitošević           | Lambros Lambrou     | Legea    | Raquel                          |
| Ethnikos Achna        | Svetozar Šapurić          | Christos Poyiatzis  | Nike     | Famagusta Developers            |
| Nea Salamis Famagusta | Nir Klinger               | Liasos Louka        | Puma     | CytaVision                      |
| Omonia                | Takis Lemonis             | Elias Charalambous  | Lotto    | Ocean Tankers                   |

## Trainerswijzigingen
| Club                  | Trainer                         | Wijze van vertrek       | Datum of vacant   | vervanger            | Datum of vervanger |
| --------------------- | ------------------------------- | ----------------------- | ----------------- | -------------------- | ------------------ |
| Nea Salamina          | Michalis Hadjipieris            | wederzijdse toestemming | April 24, 2009    | Attila Supka         | April 24, 2009     |
| Anorthosis FC         | Michalis Pamboris               | wederzijdse toestemming | 7 mei 2009        | Ernst Middendorp     | 7 mei 2009         |
| Aris Limassol         | Akis Agiomamitis                | ontslagen               | 17 mei 2009       | Marios Constantinou  | 17 mei 2009        |
| AEL Limassol          | Mihai Stoichiţă                 | ontslagen               | 19 mei 2009       | Nir Klinger          | 23 mei 2009        |
| APEP Pitsilia         | Willy Scheepers                 | wederzijdse toestemming | 26 mei 2009       | Marc Hodel           | 26 mei 2009        |
| AEP Paphos            | Nir Klinger                     | ontslagen               | 10 juni 2009      | Eyal Lahman          | 10 juni 2009       |
| Enosis Neon Paralimni | Antonis Kleftis & Adamos Adamou | wederzijdse toestemming | 24 juli 2009      | Čedomir Janevski     | 7 augustus 2009    |
| Ethnikos Achna        | Stéphane Demol                  | contract verlopen       | 9 mei 2009        | Panicos Orphanides   | 11 juni 2009       |
| Anorthosis FC         | Ernst Middendorp                | ontslagen               | 28 januari 2010   | Slavoljub Muslin     | 1 februari 2010    |
| APEP Pitsilia         | Marc Hodel                      | ontslagen               | 24 Augustus 2009  | Nikos Andronikou     | 3 september 2009   |
| AEP Paphos            | Eyal Lahman                     | ontslagen               | 6 september 2009  | Tasos Kyriakou       | 8 september 2009   |
| Ethnikos Achna        | Panicos Orphanides              | ontslag genomen         | 27 september 2009 | Svetozar Šapurić     | 29 september 2009  |
| Ermis Aradippou       | Yiannos Stavrinou               | ontslagen               | 27 september 2009 | Dusan Mitošević      | 29 september 2009  |
| Nea Salamina          | Attila Supka                    | ontslagen               | 1 november 2009   | Mirko Mihic          | 2 november 2009    |
| APEP Pitsilia         | Nikos Andronikou                | wederzijdse toestemming | 8 december 2009   | Venizelos Tsiambazis | 9 december 2009    |
| Nea Salamina          | Mirko Mihic                     | wederzijdse toestemming | 21 december 2009  | Louis Stefanis       | 22 december 2009   |
| AEL Limassol          | Nir Klinger                     | wederzijdse toestemming | 28 december 2009  | Dušan Uhrin, Jr.     | 29 december 2009   |
| Nea Salamina          | Louis Stefanis                  | wederzijdse toestemming | 30 december 2009  | Nir Klinger          | 30 december 2009   |
| APEP Pitsilia         | Venizelos Tsiambazis            | wederzijdse toestemming | 5 januari 2010    | Stephen Constantine  | 5 januari 2010     |
| Aris Limassol         | Marios Constantinou             | wederzijdse toestemming | 18 januari 2010   | Stéphane Demol       | 20 januari 2010    |
| Apollon Limassol      | Thomas von Heesen               | wederzijdse toestemming | 28 januari 2010   | Slobodan Krčmarević  | 2 februari 2010    |
| AEP Paphos            | Tasos Kyriakou                  | ontslagen               | 1 februari 2010   | Savvas Kofidis       | 3 februari 2010    |
| Anorthosis FC         | Slavoljub Muslin                | ontslagen               | 18 februari 2010  | Nikos Nicolaou       | 18 februari 2010   |
| Aris Limassol         | Stéphane Demol                  | ontslagen               | 21 maart 2010     | Tasos Kyriakou       | 21 maart 2010      |
| AEP Paphos            | Savvas Kofidis                  | ontslagen               | 28 maart 2010     | Demetris Ioannou     | 29 maart 2010      |

## Eerste ronde

### Tabel
| Pos | Team                      | Wed | W  | G | V  | Ptn | DV | DT | +/− | Kwalificatie of degradatie           |
| --- | ------------------------- | --- | -- | - | -- | --- | -- | -- | --- | ------------------------------------ |
| 1   | Omonia Nicosia            | 26  | 19 | 5 | 2  | 62  | 52 | 21 | +31 | Gekwalificeerd naar Groep A          |
| 2   | Anorthosis Famagusta      | 26  | 18 | 4 | 4  | 58  | 45 | 20 | +25 | Gekwalificeerd naar Groep A          |
| 3   | Apollon Limassol          | 26  | 17 | 6 | 3  | 57  | 43 | 15 | +28 | Gekwalificeerd naar Groep A          |
| 4   | APOEL                     | 26  | 16 | 7 | 3  | 55  | 46 | 18 | +28 | Gekwalificeerd naar Groep A          |
| 5   | AEL Limassol              | 26  | 14 | 3 | 9  | 45  | 32 | 22 | +10 | Gekwalificeerd naar Groep B          |
| 6   | APOP Kinyras              | 26  | 10 | 4 | 12 | 34  | 40 | 44 | −4  | Gekwalificeerd naar Groep B          |
| 7   | Ethnikos Achna            | 26  | 8  | 7 | 11 | 31  | 23 | 31 | −8  | Gekwalificeerd naar Groep B          |
| 8   | Enosis Neon Paralimni     | 26  | 7  | 8 | 11 | 29  | 29 | 35 | −6  | Gekwalificeerd naar Groep B          |
| 9   | Ermis Aradippou           | 26  | 7  | 8 | 11 | 29  | 31 | 34 | −3  | Gekwalificeerd naar Groep C          |
| 10  | Doxa Katokopia            | 26  | 6  | 8 | 12 | 26  | 25 | 37 | −12 | Gekwalificeerd naar Groep C          |
| 11  | AEP Paphos                | 26  | 6  | 8 | 12 | 26  | 27 | 40 | −13 | Gekwalificeerd naar Groep C          |
| 12  | Aris Limassol             | 26  | 4  | 8 | 14 | 20  | 26 | 47 | −21 | Gekwalificeerd naar Groep C          |
| 13  | Nea Salamis Famagusta (R) | 26  | 2  | 8 | 16 | 14  | 19 | 45 | −26 | Degradatie naar B' Kategoria 2010/11 |
| 14  | APEP Pitsilia (R)         | 26  | 4  | 4 | 18 | 10  | 25 | 54 | −29 | Degradatie naar B' Kategoria 2010/11 |

1. ↑  APEP Pitsilia kreeg 6 punten vermindering omdat hun spelers voor het einde van een wedstrijd tegen Ethnikos het veld verlieten om te protesteren tegen de scheidsrechter.

### Resultaten
| Thuis \ Uit           | AEL | AEP | ANO | APEP | APOE | APOL | APOP | ARI | DOX | ENP | ERM | ETH | NSL | OMO |
| --------------------- | --- | --- | --- | ---- | ---- | ---- | ---- | --- | --- | --- | --- | --- | --- | --- |
| AEL Limassol          |     | 3–1 | 0–1 | 2–0  | 1–2  | 0–0  | 2–0  | 1–0 | 1–0 | 2–1 | 2–1 | 2–2 | 3–1 | 1–0 |
| AEP Paphos            | 1–0 |     | 0–2 | 2–1  | 0–1  | 1–2  | 3–2  | 1–3 | 1–2 | 2–0 | 3–1 | 0–0 | 0–1 | 1–3 |
| Anorthosis Famagusta  | 1–0 | 3–0 |     | 3–0  | 0–0  | 1–1  | 2–1  | 3–1 | 3–0 | 2–0 | 1–0 | 2–1 | 4–1 | 1–3 |
| APEP Pitsilia         | 0–1 | 3–3 | 0–2 |      | 1–4  | 0–4  | 2–3  | 2–1 | 0–0 | 1–2 | 3–3 | 0–3 | 2–1 | 1–1 |
| APOEL                 | 1–0 | 0–0 | 2–0 | 3–1  |      | 1–1  | 3–1  | 5–0 | 3–0 | 3–1 | 1–0 | 2–0 | 0–0 | 1–2 |
| Apollon Limassol      | 0–2 | 0–0 | 2–0 | 2–0  | 2–0  |      | 1–0  | 3–0 | 2–0 | 1–1 | 2–1 | 3–1 | 4–1 | 0–1 |
| APOP Kinyras          | 1–0 | 0–0 | 2–0 | 1–2  | 4–3  | 1–3  |      | 1–1 | 2–2 | 1–2 | 1–1 | 3–0 | 2–1 | 1–3 |
| Aris Limassol         | 0–0 | 2–1 | 0–3 | 2–0  | 0–2  | 1–1  | 2–4  |     | 1–4 | 1–1 | 2–2 | 0–0 | 3–1 | 0–1 |
| Doxa Katokopia        | 1–0 | 2–2 | 2–3 | 1–0  | 1–2  | 0–1  | 1–2  | 0–0 |     | 2–2 | 1–1 | 1–0 | 0–0 | 2–4 |
| Enosis Neon Paralimni | 1–2 | 5–1 | 1–2 | 2–0  | 1–1  | 0–3  | 3–1  | 1–0 | 1–1 |     | 2–0 | 1–2 | 1–1 | 0–4 |
| Ermis Aradippou       | 1–0 | 0–0 | 0–0 | 2–1  | 1–2  | 1–2  | 2–3  | 5–3 | 2–1 | 1–0 |     | 1–0 | 1–1 | 1–2 |
| Ethnikos Achna        | 1–4 | 1–2 | 1–3 | 1–0  | 0–0  | 0–1  | 3–1  | 0–0 | 1–0 | 1–0 | 0–0 |     | 2–1 | 2–1 |
| Nea Salamis Famagusta | 1–3 | 0–0 | 1–2 | 1–2  | 0–3  | 0–1  | 1–2  | 3–2 | 0–1 | 0–0 | 0–3 | 1–1 |     | 0–2 |
| Omonia Nicosia        | 4–0 | 3–2 | 1–1 | 4–3  | 1–1  | 2–1  | 1–0  | 2–1 | 3–0 | 0–0 | 1–0 | 2–0 | 1–1 |     |

1. ↑  De wedstrijd werd met 3-0 toegekend aan Ethnikos omdat de spelers van APEP het veld verlieten om te protesteren tegen de scheidsrechter.
2. ↑  De wedstrijd werd met 3-0 toegekend aan APOEL nadat de wedstrijd in de 76e minuut werd gestaakt vanwege een veldinvasie door Salamis Famagusta.

## Tweede ronde

### Groep A

#### Tabel
| Pos | Team                 | Wed | W  | G | V | Ptn | DV | DT | +/− | Kwalificatie                                                               |
| --- | -------------------- | --- | -- | - | - | --- | -- | -- | --- | -------------------------------------------------------------------------- |
| 1   | Omonia Nicosia (C)   | 32  | 22 | 8 | 2 | 74  | 60 | 25 | +35 | Gekwalificeerd voor Tweede kwalificatieronde UEFA Champions League 2010/11 |
| 2   | APOEL                | 32  | 19 | 8 | 5 | 65  | 53 | 24 | +29 | Gekwalificeerd voor Tweede kwalificatieronde UEFA Europa League 2010/11    |
| 3   | Anorthosis Famagusta | 32  | 19 | 7 | 6 | 64  | 51 | 27 | +24 | Gekwalificeerd voor Eerste kwalificatieronde UEFA Europa League 2010/11    |
| 4   | Apollon Limassol     | 32  | 17 | 9 | 6 | 60  | 47 | 23 | +24 | Gekwalificeerd voor Derde kwalificatieronde UEFA Europa League 2010/11     |

1. ↑  Apollon Limassol kwalificeerde zich voor de derde voorronde van de UEFA Europa League 2010/11 na het winnen van de Cypriotische beker 2009/10.

#### Resultaten
| Thuis \ Uit          | ANO | APOE | APOL | OMO |
| -------------------- | --- | ---- | ---- | --- |
| Anorthosis Famagusta |     | 1–1  | 2–0  | 2–4 |
| APOEL                | 1–0 |      | 3–2  | 0–1 |
| Apollon Limassol     | 0–0 | 1–2  |      | 0–0 |
| Omonia Nicosia       | 1–1 | 1–0  | 1–1  |     |

### Groep B

#### Tabel
| Pos | Team                  | Wed | W  | G  | V  | Ptn | DV | DT | +/− |
| --- | --------------------- | --- | -- | -- | -- | --- | -- | -- | --- |
| 5   | AEL Limassol          | 32  | 18 | 4  | 10 | 58  | 50 | 33 | +17 |
| 6   | Enosis Neon Paralimni | 32  | 10 | 10 | 12 | 40  | 40 | 42 | −2  |
| 7   | Ethnikos Achna        | 32  | 10 | 8  | 14 | 38  | 34 | 42 | −8  |
| 8   | APOP Kinyras          | 32  | 11 | 4  | 17 | 37  | 50 | 65 | −15 |

#### Resultaten
| Thuis \ Uit           | AEL | APOP | ENP | ETH |
| --------------------- | --- | ---- | --- | --- |
| AEL Limassol          |     | 4–2  | 2–2 | 1–0 |
| APOP Kinyras          | 2–5 |      | 1–2 | 3–2 |
| Enosis Neon Paralimni | 1–3 | 4–0  |     | 1–1 |
| Ethnikos Achna        | 4–3 | 4–2  | 0–1 |     |

### Groep C

#### Tabel
| Pos | Team              | Wed | W  | G | V  | Ptn | DV | DT | +/− | Degradatie                           |
| --- | ----------------- | --- | -- | - | -- | --- | -- | -- | --- | ------------------------------------ |
| 9   | Ermis Aradippou   | 32  | 12 | 8 | 12 | 44  | 43 | 38 | +5  |                                      |
| 10  | AEP Paphos        | 32  | 9  | 9 | 14 | 36  | 39 | 50 | −11 |                                      |
| 11  | Doxa Katokopia    | 32  | 9  | 8 | 15 | 35  | 36 | 46 | −10 |                                      |
| 12  | Aris Limassol (R) | 32  | 4  | 9 | 19 | 21  | 30 | 63 | −33 | Degradatie naar B' Kategoria 2010/11 |

#### Resultaten
| Thuis \ Uit     | AEP | ARI | DOX | ERM |
| --------------- | --- | --- | --- | --- |
| AEP Paphos      |     | 3–2 | 4–1 | 3–0 |
| Aris Limassol   | 2–2 |     | 0–2 | 0–2 |
| Doxa Katokopia  | 4–0 | 3–0 |     | 1–4 |
| Ermis Aradippou | 1–0 | 4–0 | 1–0 |     |

## Topscorers
| Rank | Speler                | Club         | Doelpunten |
| ---- | --------------------- | ------------ | ---------- |
| 1    | José Semedo           | APOP Kinyras | 22         |
| 1    | Joeano                | Ermis        | 22         |
| 3    | Gastón Sangoy         | Apollon      | 13         |
| 4    | Nenad Mirosavljević   | APOEL        | 11         |
| 4    | Michalis Konstantinou | Omonia       | 11         |
| 4    | Efstathios Aloneftis  | Omonia       | 11         |
| 4    | Dieter Van Tornhout   | Enosis       | 11         |
| 8    | Christos Marangos     | Anorthosis   | 10         |
| 8    | José Henrique         | Doxa         | 10         |
| 8    | Freddy                | AEL          | 10         |
| 8    | Cafú                  | Anorthosis   | 10         |
| 8    | Andreas Avraam        | Apollon      | 10         |

## Kampioen
| 2009/10                        |
| Cyprus                         |
| ------------------------------ |
| AC Omonia Kampioen (20° titel) |

1934/35 · 1935/36 · 1936/37 · 1937/38 · 1938/39 · 1939/40 · 1940/41 · 1941/42 · 1942/43 · 1943/44 ·  1944/45 · 1945/46 · 1946/47 · 1947/48 · 1948/49 · 1949/50 · 1950/51 · 1951/52 · 1952/53 · 1953/54 · 1954/55 · 1955/56 · 1956/57 · 1957/58 · 1958/59 ·  1959/60 · 1960/61 · 1961/62 · 1962/63 · 1963/64 · 1964/65 · 1965/66 · 1966/67 · 1967/68 · 1968/69 · 1969/70 · 1970/71 · 1971/72 · 1972/73 · 1973/74 · 1974/75 · 1975/76 · 1976/77 · 1977/78 · 1978/79 · 1979/80 · 1980/81 · 1981/82 · 1982/83 · 1983/84 · 1984/85 · 1985/86 · 1986/87 · 1987/88 · 1988/89 · 1989/90 · 1990/91 · 1991/92 · 1992/93 · 1993/94 · 1994/95 · 1995/96 · 1996/97 · 1997/98 · 1998/99 · 1999/00 · 2000/01 · 2001/02 · 2002/03 · 2003/04 · 2004/05 · 2005/06 · 2006/07 · 2007/08 · 2008/09 · 2009/10 · 2010/11 · 2011/12 · 2012/13 · 2013/14 · 2014/15 · 2015/16 · 2016/17 · 2017/18 · 2018/19 · 2019/20 · 2020/21 · 2021/22